# Jean de Dieu Raoelison
Jean de Dieu Raoelison (* 31. Juli 1963 in Arivonimamo) ist ein madagassischer Geistlicher und römisch-katholischer Erzbischof von Antananarivo.

## Leben
Jean de Dieu Raoelison besuchte eine katholische Grundschule und von 1981 bis 1986 das Kleine Seminar in Ambohipo. Anschließend absolvierte er ein Praktikum bei der Bewegung Famiglia Cristiana und von 1987 bis 1988 ein Pastoralpraktikum in Ambohitsoabe. Von 1988 bis 1991 studierte er Philosophie am regionalen Priesterseminar in Antsirabe und von 1993 bis 1996 Katholische Theologie am Priesterseminar in Ambatoroka. Am 7. September 1996 empfing Raoelison das Sakrament der Priesterweihe.
Raoelison war zunächst als Pfarrvikar in Ilanivato tätig. Daneben erwarb er 1998 nach weiterführenden Studien am Katholischen Institut von Madagaskar (ICM) ein Lizenziat. Von 1998 bis 2000 war er Pfarrer in Fenoarivo, bevor er Ausbilder am regionalen Priesterseminar in Antsirabe wurde. Raoelison wirkte von 2003 bis 2004 als Fidei-Donum-Priester in der Pfarrei in Lamoli in Italien. 2004 setzte er seine Studien an der Theologischen Fakultät Lugano in der Schweiz fort, an der er 2008 mit der Arbeit Église sacrement du salut selon Vatican II et les nouveaux groupement religieux à Madagasgar. Quels rapport instaurer? („Die Kirche als Sakrament der Erlösung nach dem Zweiten Vatikanischen Konzil und die neuen religiösen Gruppierungen in Madagaskar. Welche Beziehungen sollen aufgebaut werden?“) zum Doktor der Theologie promoviert wurde. Nach der Rückkehr in seine Heimat im Jahr 2009 lehrte Raoelison am Priesterseminar in Faliarivo und fungierte als Sekretär der Madagassischen Bischofskonferenz.
Papst Benedikt XVI. ernannte ihn am 25. März 2010 zum Weihbischof in Antananarivo und zum Titularbischof von Corniculana. Der Erzbischof von Antananarivo, Odon Marie Arsène Razanakolona, spendete ihm am 13. Juni desselben Jahres auf dem Gelände des Collège Saint Michel in Amparibe die Bischofsweihe; Mitkonsekratoren waren Fulgence Rabemahafaly, Erzbischof von Fianarantsoa, und Philippe Ranaivomanana, Bischof von Antsirabé.
Papst Franziskus bestellte ihn am 11. April 2015 zum Bischof von Ambatondrazaka. Am 5. Juni 2023 ernannte ihn Papst Franziskus zum Erzbischof von Antananarivo. Die Amtseinführung erfolgte am 30. Juli desselben Jahres.
In der Madagassischen Bischofskonferenz gehört Raoelison zudem dem ständigen Rat an. Außerdem leitet er die Kommission für das Laienapostolat.

## Schriften
- Église sacrement du salut selon Vatican II et les nouveaux groupement religieux à Madagasgar. Quels rapport instaurer? Sapiens, Lugano 2008, ISBN 978-88-8380-030-6.